# Scheibenhard
Scheibenhard település Franciaországban, Bas-Rhin megyében. Lakosainak száma 875 fő (2022. január 1.). Scheibenhard Lauterbourg, Mothern, Neewiller-près-Lauterbourg, Niederlauterbach és Scheibenhardt községekkel határos.

## Népesség
A település népessége az elmúlt években az alábbi módon változott:
| Lakosok száma | 808  | 814  | 836  | 822  | 833  | 842  | 853  | 864  | 875  |
|               | 2013 | 2015 | 2016 | 2017 | 2018 | 2019 | 2020 | 2021 | 2022 |